# Szegedi Márton
Szegedi Márton (Miskolc, 1981 április) formatervező iparművész, politikus, a Jobbik Magyarországért Mozgalom miskolci alapszervezetének korábbi elnöke, 2010-től Miskolc Város Önkormányzata Közgyűlése tagja, a közgyűlés Pénzügyi Bizottságának elnöke és a közgyűlés Jobbik-frakciójának vezetője.

## Élete
Édesapja nemzetközileg elismert fafaragó népi iparművész, édesanyja számítástechnikai mérnök. Egy öccse van, Szegedi Csanád, az Európai Parlament Jobbik-tag képviselője. A miskolci Lévay József Református Gimnáziumban érettségizett. A Soproni Egyetemen szerzett formatervező iparművész diplomát. Diplomája megszerzése után belsőépítészeti projektmanagementtel foglalkozott. 1
2008-tól tulajdonosa a Design Management Művész Formatervező és Kivitelező Kft-nek és 2009-től feleségével tulajdonosa a Szegedi és Társa Kereskedelmi és Szolgáltató Kft-nek.
A Bors Vezér Művelődési és Hagyományőrző Egyesület elnöke és a Szegedi Csanád által alapított Bors Vezér Népe ingyenes havilap főszerkesztője.
A 2010. évi önkormányzati választáson a Jobbik miskolci polgármesterjelöltje és listavezetője, listás képviselőként 2010-től a miskolci közgyűlés tagja és frakcióvezetője. Az alakuló ülésen Miskolc Megyei Jogú Város Önkormányzata Pénzügyi Bizottságának elnökévé választották. 2010-től a Miskolc Holding Zrt. Felügyelő Bizottságának tagja.
2012. augusztus 4-én testvére után Szegedi Márton is kilépett a Jobbikból, ám képviselői tisztségét megtartotta.
További tisztségei:
A Miskolc Város Közoktatásáért Közalapítvány Felügyelő Bizottságának elnöke, 
a Miskolc Város Kultúrájáért Közalapítvány Felügyelő Bizottságának elnöke, 
a Miskolci Szociális Közalapítvány Felügyelő Bizottságának elnöke 
és a Miskolc Város Sportjáért Közalapítvány Felügyelő Bizottságának elnöke.